# Limits.h
limits.h é um arquivo cabeçalho que fornece definições simbólicas para as características dependentes da implementação para os tipos mais comuns, em geral limitações de recursos. Apesar de serem específicos para cada implementação não podem ser mais restritivos que os valores mínimos estabelecidos no padrão.